# Gegenüber
Gegenüber ist ein deutsches Filmdrama aus dem Jahr 2007 und das Spielfilmdebüt des Regisseurs Jan Bonny. Der Film feierte am 20. Mai 2007  seine Uraufführung bei den Internationalen Filmfestspielen von Cannes und kam am 11. Oktober 2007 in die deutschen Kinos. Gegenüber wurde zudem auf weiteren internationalen Filmfestivals präsentiert und mit mehreren Filmpreisen ausgezeichnet.

## Handlung
Nach außen hin führt der Streifenpolizist Georg mit seiner attraktiven Frau, der Grundschullehrerin Anne, ein glückliches Familienleben. Die beiden sind bereits 20 Jahre verheiratet und haben zwei erwachsene Kinder. Wegen seiner ruhigen und besonnenen Art wird Georg von seinen Arbeitskollegen geschätzt. Vor allem sein jüngerer Kollege Michael bewundert ihn, auch wegen seiner offenbar ausgewogenen Ehe mit Anne. Als Georg dann in der Vorweihnachtszeit von seiner anstehenden Beförderung hört, verliert er durch den Druck um ihn herum und die Erwartungshaltungen immer mehr die Kontrolle über die sorgsam aufrechterhaltene Fassade seines heilen Familienlebens. Denn der Schein von seiner harmonischen Ehe trügt. Diese liegt schon seit langem im Argen. Georg, der es jederzeit allen recht machen will, wird in Abständen immer wieder von seiner Frau, die sich nicht beachtet und anerkannt fühlt, körperlich misshandelt. Die erwachsenen Kinder sehen hilflos weg und Annes Vater, von dem sie und Georg finanziell abhängig sind, verstärkt durch seine Geringschätzung ihnen gegenüber den seelischen Druck, der Anne zu körperlicher Gewalt gegen ihren Mann treibt. Gegen Ende des Films wird Georg erstmals selbst gewalttätig gegen Anne.

## Produktion
Das Drehbuch zu Gegenüber entstand gemeinsam mit der Drehbuchautorin und Regisseurin Christina Ebelt. Der Film wurde vom 7. November bis zum 18. Dezember 2006 unter anderem mit einer beweglichen Handkamera in Essen und Umgebung gedreht. Die Kölner Firma Heimatfilm produzierte den von der Filmstiftung NRW geförderten Gegenüber. Als Co-Produzent fungierte der WDR.

## Kritiken
Kino.de beschreibt Gegenüber als „Hartes Drama, mit dem Jan Bonny sehr düstere Szenen einer Ehe ausmalt“ und lobt den Film dafür, dass die „Folgen von körperlicher und seelischer Gewalt“ darin „subtil inszeniert und grandios gespielt“ sind. Es würde sich ein „verhängnisvolles Schmerzlabyrinth“ auftun, „in dem Sprachlosigkeit und Abhängigkeit herrschen.“
Im Nachrichtenmagazin Der Spiegel stellt Christian Buß außerdem fest, dass Bonnys Film seine „intensivsten Momente“ habe, „wenn er ganz nah bei seinen Hauptfiguren ist“. Der Zuschauer würde mit ihnen Räume betreten, „die er nicht immer ganz überschauen kann.“ „Vertrautheit und Entfremdung“ würden „in dem kunstvoll unausgeleuchteten kleinbürgerlichen Refugium (Kamera: Bernhard Keller) eine sonderbare Synthese“ eingehen.

„[Der Regisseur] geht mit einer unglaublichen Härte an seinen eigenen Stoff. Schonungslos und mit raffinierter Genauigkeit beschreibt er den Zustand einer gescheiterten Ehe. Für zarte Gemüter ist das nichts, wer aber im Kino aufgerüttelt werden will, sitzt in GEGENÜBER genau richtig.“

„Dieses Debüt eines Kölner Filmstudenten ist ein überaus ungewöhnliches Drama, das hinter der Fassade normaler ehelicher Abnutzung eine Hölle freilegt. Matthias Brandt glänzt einmal mehr in der überaus facettenreichen Darstellung eines schwachen "starken Mannes", und auch Viktoria Trauttmannsdorff besticht mit Intensität. Eine nervöse Handkamera spiegelt seelische Zersplitterungen.“

„In der Regel reflektieren junge Filmemacher in ihren Debüts oft die eigene Jugendzeit und stützen sich auf selbst gemachte Erfahrungen, meist aus den Bereichen Liebe und Freundschaft. Oder sie verpacken ihre Stoffe in experimentelle, scheinbar innovative Erzählformen, die tiefer gehende Einsichten überschatten und die Filme an der Oberfläche treiben lassen. Jan Bonny hingegen macht bei seinem Debüt alles richtig und erzählt in dem Drama „Gegenüber“ eine schwierige Geschichte, für die er eine überaus passende Form findet. Zu Recht wurde er dafür mit einer lobenden Erwähnung beim diesjährigen Filmfestival in Cannes geehrt; das Drehbuch erhielt eine Auszeichnung auf dem Filmfest München.[…]
Bonny konzentriert sich beim Erzählen ganz auf seine beiden Hauptfiguren und bleibt immer sehr dicht an deren Konflikt. Dabei gelingt ihm das Kunststück, seine Figuren nicht bloßzustellen, sondern den Zuschauer auf eine Weise in die Geschichte einzubeziehen, die weder zu viel, noch zu wenig Distanz schafft und ein unmittelbares Erleben der Charaktere ermöglicht. Das funktioniert vor allem auch dank der großartigen Leistungen der beiden Hauptdarsteller Matthias Brandt und Victoria Trauttmansdorff. Beide lassen den Betrachter nie an der „Authentizität“ der Bilder zweifeln und ermöglichen Jan Bonny seine Geschichte als Kammerspiel zu inszenieren, mit reduzierten Drehorten und einer zurückgenommenen äußeren Rahmenhandlung. Das Drehbuch von Bonny und Cristina Ebelt trägt darüber hinaus einen großen Teil zum Gelingen des Projekts bei. Seitenpfade der Handlung werden oft nur kurz angerissen, trotzdem plausibel gemacht und nie zur Schau gestellt oder ausgewalzt.“

„Wie Jan Bonny die kleinbürgerliche Familie als ein System psychischer und ökonomischer Abhängigkeiten zeigt, unerbittlich genau, doch ohne Scheu vor Empathie, das erinnert mehr an Fassbinder als an zeitgenössische Kollegen. Ihm verpflichtet ist Gegenüber auch insofern, als er Annes Verhalten nicht als individuelle psychische Krankheit, sondern als Symptom eben dieses zutiefst pathologischen Systems darstellt. Und darin ist der Film auch hochaktuell, ein in Zeiten des konservativen Backlashs bitter notwendiger Einspruch gegen die These, Familie sei ein „Wert an sich“.“

„Ein krasser Film, der zeigt, was man im Fernsehen fast nie sieht: Weibliche Gewalt gegen Männer ist immer noch ein Tabu. Und dass es Liebe ist, die diese beiden in ihrer Beziehung hält, wie Kitt, der verhindert, dass sie ausbrechen aus ihrem Verhängnis, das macht Jan Bonnys Studie erst vollends bitter.“

## Auszeichnungen und Nominierungen (Auswahl)
Internationale Filmfestspiele von Cannes 2007
- Nominierung für den Filmpreis Caméra d’Or in der Kategorie Bester Debütfilm für Jan Bonny
- Lobende Erwähnung der CICAE Jury Cannes für Jan Bonny

Europäischer Filmpreis 2007
- Nominierung in der Kategorie Bester Nachwuchsfilm für Jan Bonny

First Steps Award 2007
- Nominierung für den First Steps Award in der Kategorie Abendfüllender Spielfilm für Jan Bonny

Förderpreis Neues Deutsches Kino 2007
- Gewinner des Förderpreises Deutscher Film in der Kategorie Drehbuch für Jan Bonny und Christina Ebelt

New Faces Award 2008
- Nominierung für den New Faces Award in der Kategorie Bester Debütfilm für Jan Bonny

Deutscher Filmpreis 2008
- Nominierung für den deutschen Filmpreis in der Kategorie Beste darstellerische Leistung – männliche Hauptrolle für Matthias Brandt
- Nominierung für den deutschen Filmpreis in der Kategorie Beste darstellerische Leistung – weibliche Hauptrolle für Victoria Trauttmannsdorff